# Schleswig-Holsteinisches Oberlandesgericht

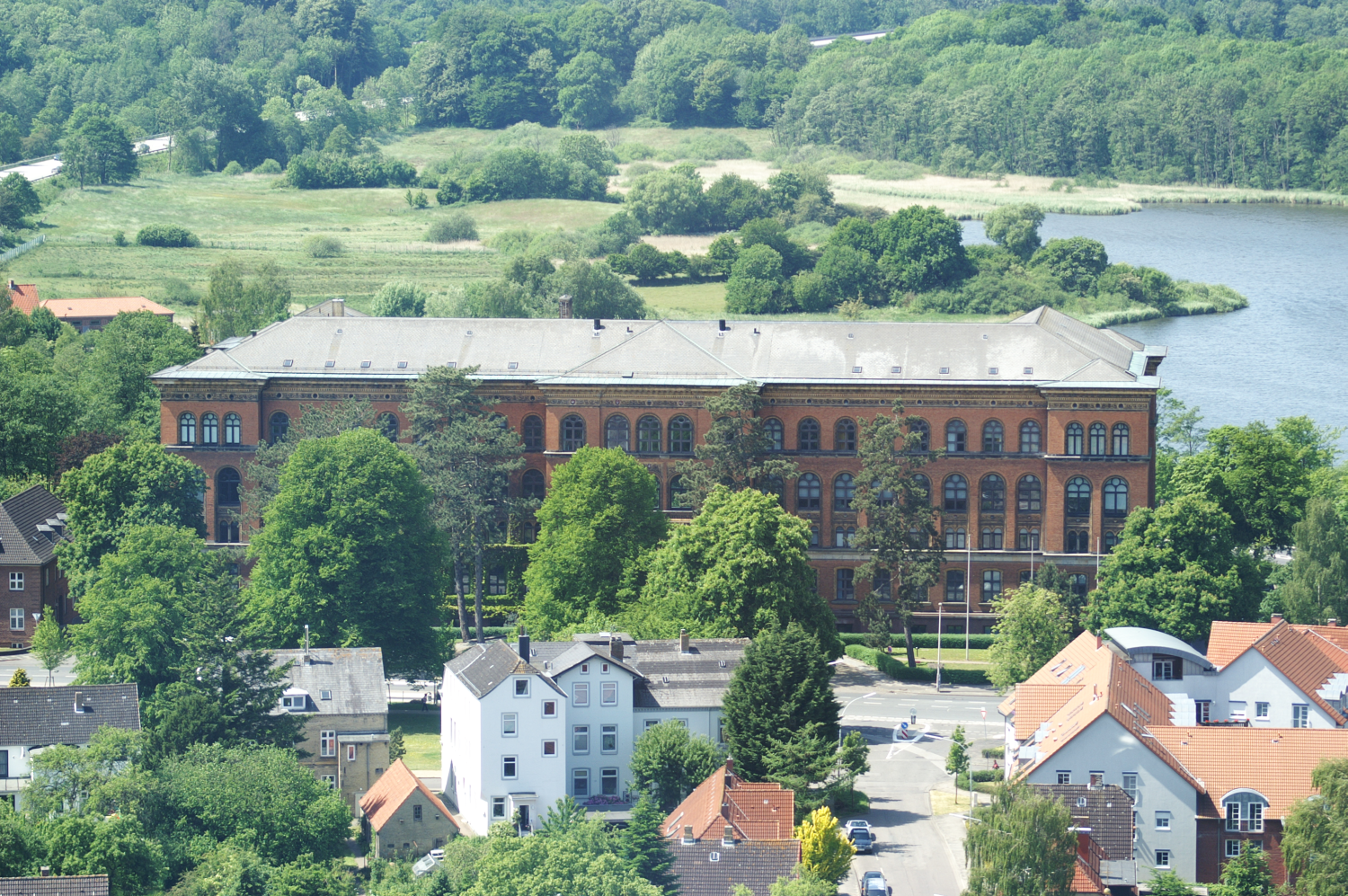
Gebäude des Schleswig-Holsteinischen Oberlandesgerichts, genannt „Roter Elefant“

Das Schleswig-Holsteinische Oberlandesgericht ist das Oberlandesgericht (OLG) des Landes Schleswig-Holstein in Schleswig.

## Gerichtssitz und -bezirk
Das Gericht hat seinen Sitz in der Stadt Schleswig. Der Gerichtsbezirk umfasst die Bezirke der nachgeordneten Landgerichte und somit das gesamte Gebiet des Bundeslandes. Im Bezirk des Oberlandesgerichts sind 3.691 Rechtsanwälte und Syndikusrechtsanwälte zugelassen (Stand: 1. Januar 2023).

## Geschichte

### Das Schleswig-Holstein-Lauenburgische Oberappellationsgericht

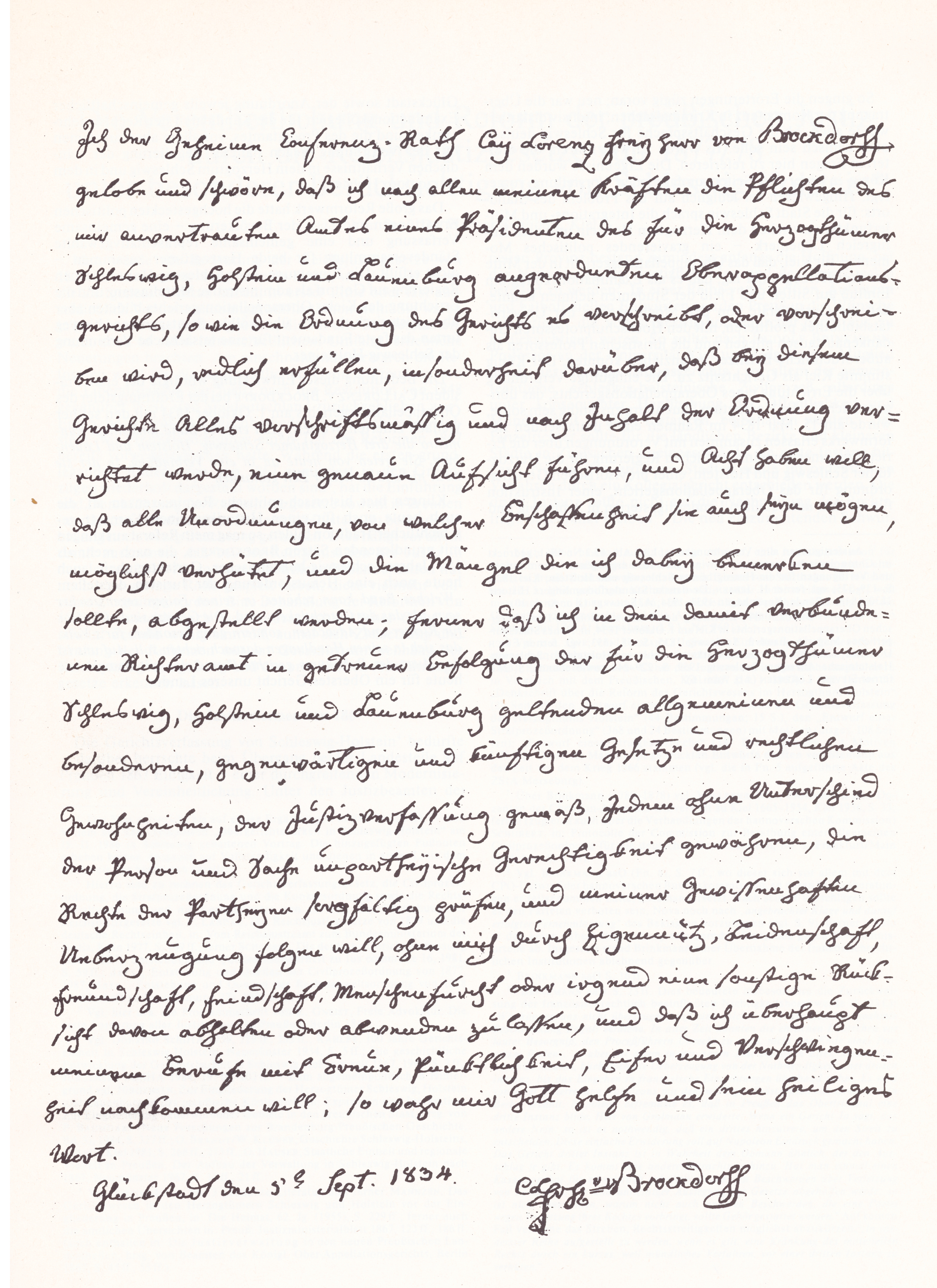
Amtseid des ersten Präsidenten v. Brockdorff 1834

Das Schleswig-Holstein-Lauenburgische Oberappellationsgericht wurde aufgrund einer Verordnung vom 15. Mai 1834 von König Friedrich VI. von Dänemark mit Wirkung zum 1. Oktober 1834 als Gerichtshof letzter Instanz für die drei Herzogtümer Schleswig, Holstein und Lauenburg in Kiel errichtet. Es trat damit als oberstes Gericht für die vor 1806 zum Heiligen Römischen Reich gehörenden Herzogtümer Holstein und Lauenburg an die Stelle des Reichskammergerichts in Wetzlar und des Reichshofrats in Wien, die mit der Auflösung des Heiligen Römischen Reichs im Januar 1806 ihre Arbeit einstellten. Der dänische König erfüllte damit im Hinblick auf die Herzogtümer Holstein und Lauenburg die Verpflichtung aus Artikel 12 der Deutschen Bundesakte von 1815, wonach die Bundesstaaten des Deutschen Bundes Oberappellationsgerichte als dritte und letzte Instanz einzurichten hatten. Das Herzogtum Schleswig war als dänisches Reichslehen nicht Mitglied des Deutschen Bundes.
Bis 1834 waren das Obergericht für Schleswig in Gottorf und das Holsteinische Obergericht in Glückstadt oberste Gerichte auf dem Gebiet Schleswig-Holsteins. Das Oberappellationsgericht Lübeck, das bereits 1820 seine Tätigkeit aufnahm, war nicht für das Gebiet Schleswig-Holsteins, sondern für die vier Freien Städte zuständig.
Ab 1850 war das Oberappellationsgericht in Kiel nur noch für die Herzogtümer Holstein und Lauenburg zuständig und bestand in dieser Form bis 1867.

### Gerichtsreformen 1867 in der Folge der Eingliederung in den preußischen Staat
Mit der Eingliederung Schleswig-Holsteins als Provinz Schleswig-Holstein in das Königreich Preußen erfolgte eine Abstufung zum Appellationsgericht, das im Gebäude Flämische Straße 21 in Kiel seinen Sitz hatte. An die Stelle des obersten Gerichts trat für die neu erworbenen Gebiete das eigens errichtete Oberappellationsgericht Berlin, das 1874 im Preußischen Obertribunal aufging.
Zum Zuständigkeitsbereich des Appellationsgerichts gehörte jetzt auch wieder das Schleswiger Gebiet. Insgesamt gab es anfänglich 86 Amtsgerichte und vier, später fünf Kreisgerichte in Altona, Itzehoe, Schleswig, Flensburg und später Lauenburg.

### Kaiserreich und Weimarer Republik

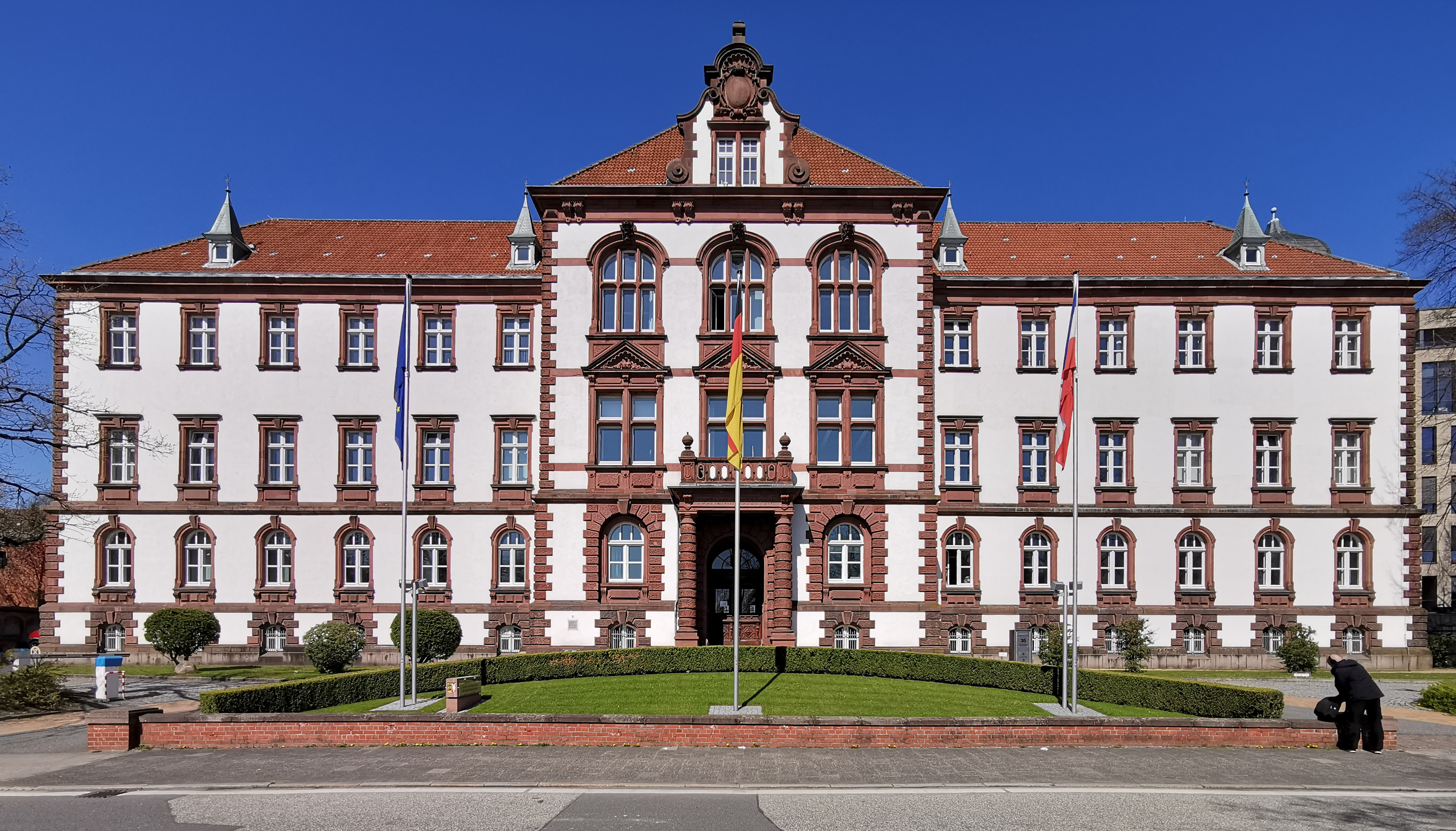
Sitz des OLG Kiel von 1894 bis 1945, heute Justizministerium Schleswig-Holstein

Mit Inkrafttreten der Reichsjustizgesetze am 1. Oktober 1879, insbesondere des Gerichtsverfassungsgesetzes, wurde das Oberlandesgericht Kiel begründet, das bis 1894 seinen Sitz im Gebäude des früheren Appellationsgerichts hatte und 1894 in den Neubau am Lorentzendamm umzog, das heute als Justizministerium genutzt wird.
Zum Bezirk des Oberlandesgerichts Kiel gehörten die Landgerichte Flensburg, Kiel und Altona  mit einer Fläche von insgesamt rund 18.900 km2 und 1.266.095 Einwohnern im Jahr 1895. Die Senate wurden von anfänglich zwei 1903 auf drei und schließlich 1921 auf vier aufgestockt. Das nach Fläche und Zahl der Gerichtseingesessenen drittkleinste OLG in Preußen war im Kaiserreich ein Sprungbrett zur Übernahme der großen OLG-Bezirke in Köln und Breslau, ein Beispiel dafür ist Georg Werner. Sowohl die Präsidenten des OLG als auch die Mehrheit der Richter stammten bis in die Weimarer Republik hinein nicht aus der Provinz Schleswig-Holstein, sondern aus anderen Teilen Preußens.
Der bekannteste Prozess in jener Zeit war der durch Urteil vom 8. November 1904 entschiedene Kieler Hafenprozess, in dem die Stadt Kiel gegen den preußischen Staat auf Feststellung klagte, dass ihr das Eigentum an der Kieler Förde, d. h. am Hafenbecken und dem dazugehörigen Vorstrand zustehe. Dahinter standen der Konflikt zwischen dem Staat Preußen mit dem Interesse am Ausbau des Reichskriegshafens und der Stadt Kiel mit dem Interesse am Ausbau des Handelshafens. Die Stadt verlor den Rechtsstreit, was zur einseitigen Entwicklung Kiels und der Krise seit 1918 beitrug.

### Zeit des Nationalsozialismus
Im Zug des Groß-Hamburg-Gesetzes von 1937 verlor der Gerichtsbezirk des Oberlandesgerichts Kiel das Landgericht Altona und gewann das Landgericht Lübeck aus dem Gerichtsbezirk des Hanseatischen Oberlandesgerichts Hamburg und das neu gegründete Landgericht Itzehoe hinzu.
Richter und Staatsanwälte begrüßten mit der Machtergreifung 1933 mehrheitlich die Machtübernahme durch die Nationalsozialisten. Sie trugen damit auch am OLG Kiel zur Gleichschaltung der Justiz mit der NS-Ideologie (z. B. „Volksgemeinschaft“, „völkische Ungleichheit“, „Führerprinzip“) bei und halfen, den Rechtsstaat der Weimarer Republik auszuhöhlen und zur bloßen Fassade von Recht und Gerechtigkeit abzuwerten. Durch die parteiliche Anwendung vorhandener Gesetze und den gehorsamen Vollzug neuer nationalsozialistischer, vor allem rassistischer Gesetze schon in der Vorkriegszeit, brachten sie unendliches Leid über Andersdenkende. Betroffen waren vor allem Juden, aber auch Angehörige anderer verfolgter Minderheiten, zum Beispiel Sinti und Roma sowie als krank oder „minderwertig“ Eingestufte. Auch ein NS-Sondergericht als Teil der „Panzertruppe der Rechtspflege“ Hitlers hatte ab 1937 in Kiel seinen Sitz.

### Nach 1945
Nach dem Zweiten Weltkrieg wurde durch das Kabinett Lüdemann 1948 die Verlegung des ursprünglich in Kiel wiedereröffneten Gerichts nach Schleswig als Kompensation für den Verlust der Landesverwaltung durchgesetzt und das Gericht erhielt die heutige Bezeichnung Schleswig-Holsteinisches Oberlandesgericht.
Nach 1945 bestand die Schleswig-Holsteinische Justiz weiterhin zum Teil aus NS-Richtern und Staatsanwälten. So sprachen Richter des NS-Sondergerichts Warschau, die jüdische Kinder wegen Verlassens des Warschauer Ghettos zum Tode verurteilt hatten, weiterhin Recht. Obwohl die Mitglieder des 1. Strafsenats des Schleswig-Holsteinischen Oberlandesgerichts 1965 ersichtlich keine NS-Belastungen aufwiesen, offenbarten sie jedoch durch ihre Argumentation, dass ihr Bestreben darauf gerichtet war, die Richter des Sondergerichts Warschau, die sie augenscheinlich als Kollegen betrachteten, vor Strafe zu bewahren. Indem sie den Gesetzespositivismus anwandten, verharmlosten sie die NS-Justiz und stellten diese mit einer rechtsstaatlichen Justiz gleich. Im Ergebnis sanktionierten sie damit die Morde des Sondergerichts Warschau.
Außerdem erstattete ein steckbrieflich gesuchter Massenmörder bis 1959 Gutachten für Gerichte und Staatsanwaltschaften. Ein Erster Staatsanwalt, der vor 1945 Anklagevertreter beim Volksgerichtshof gewesen war, grölte angetrunken in der Kantine des Oberlandesgerichtes das „Horst-Wessel-Lied“. Die gescheiterte Entnazifizierung wurde Ende der 1950er, Anfang der 1960er Jahre Gegenstand einer kontroversen Debatte, ob schwerstbelastete NS-Staatsanwälte und Richter wieder aus dem bundesrepublikanischen Justizdienst entfernt werden sollten.
Unter den Juristen des OLG Kiel blieb all dies bis Ende der 1960er Jahre tabu. Allenfalls wenn ein öffentlicher Skandal die Beteiligung eines höher- oder hochrangigen Kollegen an der NS-Justiz unübersehbar machte, gab es Andeutungen. Noch 1960 vertrat der schleswig-holsteinische Justizminister Bernhard Leverenz die Ansicht, was damals Recht war, könne doch jetzt nicht Unrecht sein. Ende der 1970er Jahre schlug ein Oberlandesgerichtspräsident einen Kollegen für das Amt eines Senatsvorsitzenden, d. h. für eine erhebliche Beförderung vor, der als junger Richter am Landgericht an „Rassenschande“-Urteilen mitgewirkt hatte. Erst mit dem allmählichen Ausscheiden der Kollegenschaft, die vor 1945 dem NS-Unrechtsstaat gedient hatte, lösten sich langsam die Zungen. 1989 schlug der Generalstaatsanwalt in Schleswig vor, eine Gedenktafel für die NS-Opfer der Justiz am Schleswiger Gerichtshaus anzubringen. Noch im Dezember 1992 stimmte bei einer Umfrage, an der etwa zwei Drittel der im Oberlandesgericht tätigen Richterinnen und Richter teilnahmen, etwa ein Viertel ganz gegen ein Mahnmal, jedenfalls in Schleswig, ein Viertel befürwortete das Mahnmal am gewählten Standort und etwa die Hälfte wünschte sich einen anderen Standort.
Noch im Jahr 1990 forderten die Unrechtsbeseitigungsgesetze auf Landesebene die Einzelfallprüfung von NS-Sondergerichtsurteilen. Das Oberlandesgericht Schleswig sah zudem noch in einer Entscheidung im Jahre 1995 ausschließlich die Möglichkeit, Verurteilungen wegen Taten, „die allein nach nationalsozialistischer Auffassung strafbar waren“ aufzuheben. Unberücksichtigt bei dieser Auslegung blieben jedoch die drakonischen Urteile bei geringfügigen Straftaten.
Es erscheint denkbar, dass die im Bundesvergleich starke Präsenz von ehemaligen NSDAP-Mitgliedern in Verwaltung und Justiz des Landes Schleswig-Holstein auch bei der Rechtsprechung des Schleswig-Holsteinischen Oberlandesgerichts eine Rolle spielte. 1989 äußerte sich die Landesregierung in Kiel hierzu selbstkritisch. In Schleswig-Holstein habe nach dem Zweiten Weltkrieg eine regelrechte „Renazifizierung“ stattgefunden.
Landgerichtspräsident Torsten Geerdts wies anlässlich der Wanderausstellung „Justiz im Nationalsozialismus“ in Schleswig 2010 darauf hin, dass die strafrechtliche Aufarbeitung der Fehlurteile in der Nachkriegszeit fehlgeschlagen sei, teils wegen personeller Kontinuität, teils wegen mangelnden Willens zur Aufklärung.
2002 wurde Konstanze Görres-Ohde als erste Frau an die Spitze des Schleswig-Holsteinischen Oberlandesgerichts berufen. Von 2008 bis 2021 folgte ihr Uta Fölster als Gerichtspräsidentin. Seit 2022 ist Dirk Bahrenfuss Präsident.

## Gerichtsgebäude
Das Gerichtsgebäude Gottorfstraße 2, in dem auch das Schleswig-Holsteinische Landessozialgericht und die Generalstaatsanwaltschaft untergebracht sind, liegt unmittelbar gegenüber von Schloss Gottorf. Es wurde von 1876 bis 1878 unter Beteiligung der Architekten und preußischen Baubeamten Heinrich Herrmann und Engelbert Hegemann erbaut, es war Sitz der früheren preußischen Bezirksregierung Schleswig und zeitweise auch des Oberpräsidiums der Provinz Schleswig-Holstein. An gleicher Stelle stand bis zu seiner Zerstörung durch Brand im Januar 1868 das Bjelke’sche Palais (nach seinem Erbauer Gerhard von Dernath auch Dernaht’sches Palais genannt). Der Volksmund nennt den repräsentativen Backsteinbau Roter Elefant. Vor dem Gebäude wurde 1993 die Bronzeskulptur „Der Gehenkte“ des Worpsweder Künstlers Waldemar Otto als Mahnmal für die Opfer der nationalsozialistischen Willkürjustiz aufgestellt. An Stelle der vor dem Gerichtsgebäude liegenden Grünanlage befand sich der 1906 zugeschüttete Gottorfer Mühlenteich.

## Über- und nachgeordnete Gerichte
Dem Oberlandesgericht Schleswig übergeordnet ist der Bundesgerichtshof. Nachgeordnet sind die Landgerichte Flensburg, Itzehoe, Kiel und Lübeck.

## Staatsanwaltschaft
Der beim OLG eingerichteten Generalstaatsanwaltschaft sind analog zum Gerichtsaufbau die Staatsanwaltschaften bei den Landgerichten Flensburg, Itzehoe, Kiel und Lübeck nachgeordnet.
Generalstaatsanwälte waren unter anderem
- Goswin Dörmann (November 1945–1948), fiel bei den Nationalsozialisten in Kiel 1935 in Ungnade, weil er die Fahne eines SA-Sturms nicht grüßte und den Deutschen Gruß verweigerte. Dörmann wurde dann nach Berlin strafversetzt und kehrte 1944 nach Kiel zurück.[25]
- Karl Mannzen (1950–1954).
- Heribert Ostendorf (1989–1997)
- Erhard Rex (1997–2010)
- Wolfgang Müller-Gabriel (2011–2015)
- Wolfgang Zepter (2016–2021)

## Juristen am Schleswig-Holsteinischen Oberlandesgericht und seinen Vorgängergerichten
Am Gericht waren 2008 rund 65 Richter beschäftigt. Präsident des Gerichts ist Dirk Bahrenfuss, Vizepräsident ist Rainer Hanf. Im Bezirk des Schleswig-Holsteinischen Oberlandesgerichts sind 3.880 Rechtsanwälte (Stand: 1. Januar 2014) zugelassen.
Präsidenten des Oberlandesgerichts und der Vorgängergerichte:
| Oberappellationsgericht Kiel          | Oberappellationsgericht Kiel                                      | Oberappellationsgericht Kiel |  |
| ------------------------------------- | ----------------------------------------------------------------- | --- |  |
| 1834–1839                             | Graf Cay Lorenz von Brockdorff                                    | zuvor bereits Präsident des Obergerichts in Glückstadt |  |
| 1840–1847                             | Johann Paul Höpp                                                  | |  |
| 1847–1855                             | Friedrich Christian Schmidt                                       | |  |
| Appellationsgericht Kiel              |                                                                   | |  |
|                                       | Ebert                                                             | |  |
| Oberlandesgericht Kiel bzw. Schleswig |                                                                   | |  |
| 1879–1887                             | Friedrich Wilhelm Otto Herrmann Vierhaus (* 1819; † 31. Mai 1887) | Zuvor seit 1876 Präsident des Appellationsgerichts in Frankfurt/Main, ab 1887 Präsident des OLG Köln |  |
| 1887                                  | Johannes Struckmann (* 23. März 1829; † 12. Mai 1899)             | Zuvor seit 1879 Präsident des Landgerichts in Hildesheim, später von 1887 bis 1899 Präsident des OLG Köln |  |
| 1887–1897                             | Paul Florschütz (* 1897; † 31. Oktober 1902)                      | Zuvor Senatspräsident am OLG Breslau |  |
| 1897–1904                             | Max Beseler (* 1841; † 1921)                                      | Sohn von Georg Beseler, zuvor Leitung des LG Oppeln ab 1888, des Amtsgerichts Berlin I ab 1892, danach Präsident des OLG Breslau ab 1904. Von 1911 bis 1917 preußischer Justizminister. |  |
| 1904–1905                             | Felix Vierhaus (* 1850; † 1917)                                   | Sohn des ersten OLG-Präsidenten. 1905 bis 1917 Präsident des OLG Breslau. |  |
| 1905–1910                             | Peter Spahn (* 1846; † 31. August 1925)                           | 1910 bis 1917 Präsident des OLG Frankfurt, 1917–1918 preußischer Justizminister. |  |
| 1910–1921                             | Ferdinand Kirchner                                                | |  |
| 1921–1923                             | Georg Werner                                                      | |  |
| 1923–1927                             | Georg Buß                                                         | |  |
| 1927–1933                             | Gottfried Kuhnt (* 25. Juni 1884 † 30. November 1967)             | Vor der Ernennung zum OLG-Präsidenten Ministerialrat im preußischen Justizministerium, Mitglied der DDP; zunächst beurlaubt und dann auf Grund des Gesetzes zur Wiederherstellung des Berufsbeamtentums am 7. April 1933 pensioniert; Mitte 1945 von der britischen Militärregierung wieder eingesetzt. s. u. |  |
| 1933–1943 und 1944–1945               | Karl Martin (* 21. April 1877 † 12. Juli 1974)                    | 1924 Kammergerichtsrat, 1924 Senatspräsident in Kassel, 1928 Vizepräsident des OLG Kassel, Eintritt in die NSDAP im Mai 1933, Mitglied im Nationalsozialistischen Rechtswahrerbund, ab 1. Juli 1933 Präsident des OLG, ab 1934 formales Mitglied der SS, zwischen 1937 und 1939 Mitglied der Großen Strafrechtskommission des Reichsjustizministeriums, auf seinen Antrag Versetzung in den Ruhestand am 1. Oktober 1943, kommissarische Leitung des OLG bis zum 14. November 1943, Reaktivierung in der zweiten Jahreshälfte 1944, Entlassung durch den Oberpräsidenten der Provinz Schleswig-Holstein am 28. August 1944 |  |
| 1943–1944                             | Johannes Haastert                                                 | |  |
| 7. Juli 1945 – 1. Dez. 1946           | Gottfried Kuhnt (* 25. Juni 1884; † 30. November 1967)            | Die Amtszeit war so kurz, da Kuhnt zum Justizminister berufen wurde. Nach dem 1. Dez. 1946 vorübergehend keine Besetzung der OLG-Präsidentenstelle; der Stellvertreter nahm die Amtsgeschäfte wahr. Daher konnte Kuhnt nach der Abwahl seiner Regierung auf den Posten zurückkehren. |  |
| 2. Mai 1947 – Juni 1952               | Gottfried Kuhnt (* 25. Juni 1884 † 30. November 1967)             | |  |
| 1952–1968                             | Walter Hartz (* 14. Mai 1903 † 12. Februar 1994)                  | Mitglied der NSDAP seit 1937; 1940 OLG-Rat in Kiel; November 1940 bis September 1944 Militäroberverwaltungsrat beim Militärbefehlshaber Nordfrankreich und Belgien in Brüssel; 1948 OLG-Rat in Kiel; 1950 bis 1952 Richter am BGH. |  |
| 1968–1972                             | Max Otto Dohle (* 8. Juni 1908 † 3. Februar 1972)                 | |  |
| 1972–1974                             | Georg Ostendorff (* 24. Dezember 1909 † 3. Oktober 1995)          | |  |
| 1975–1988                             | Eberhard Kuthning (* 3. Juli 1923 † 13. Mai 2013)                 | Zuvor seit 1968 Präsident des Landgerichts Braunschweig |  |
| 1988–1992                             | Gerold Köhler (* 1928 † 3. März 2017)                             | Zuvor von Mai 1973 bis 30. September 1980 Präsident des Landgerichts Itzehoe; von 1980 bis 1988 Vizepräsident des OLG Schleswig |  |
| 1993–2001                             | Dietrich Mett (* 12. Juli 1936)                                   | Geboren in Hamburg; 1964–1977 Strafrichter Amtsgericht Hamburg und Jugendgericht; 1977–1985 Richter am Oberlandesgericht Hamburg; 1985–1993 Senatsdirektor Justizbehörde Hamburg. |  |
| 2002–2007                             | Konstanze Görres-Ohde (* 5. Oktober 1942)                         | Geboren in Königsberg; 1989–1996 Präsidentin des Landgerichts Itzehoe; 1996–2002 Präsidentin des Landgerichts Hamburg. |  |
| 2008–2021                             | Uta Fölster (* 9. Februar 1956)                                   | 1991–1996 Pressesprecherin der Berliner Justiz 1996–2000 Pressesprecherin des Bundesverfassungsgerichts 2000 Geschäftsführerin der Bundesrechtsanwaltskammer 2001–2006 Geschäftsführerin des Deutschen Richterbundes 2006–2008 Präsidentin des Amtsgerichts Berlin-Mitte |  |
| ab 2022                               | Dirk Bahrenfuss                                                   | Geboren in Kiel; bis 2021 Ministerialdirigent im Ministerium für Justiz, Europa und Verbraucherschutz des Landes Schleswig-Holstein |  |

Vom Oberlandesgericht und aus dem Oberlandesgerichtsbezirk wechselten an den Bundesgerichtshof:
- 1975: Horst Hagen, am OLG tätig von 1973 bis 1975[36]
- 1978: Christoph Zülch[37]
- 1982: Bernd-Arthur Paulusch[38] am OLG tätig von 1977 bis 1982
- 1988: Reinhold Thode am OLG tätig von 1979 bis 1988[39]
- 2001: Sibylle Kessal-Wulf[40]
- 2002: Wolfgang Nešković vom Landgericht Lübeck[41]
- 2005: Gerald Roth[42]
- 2006: Gabriele Hessel vom Landgericht Lübeck[43]
- 2018: Christiane Schmaltz[44]
- 2021: Daniel Reichelt und Alfred Rust[45]

Außerdem waren am Gericht tätig
- Sophus Pohl-Laukamp 1971–1972
- Eckhard Horn 1978–2000
- Gerhard Hückstädt 1979–1983
- Geert Mackenroth 1987–2000
- Haimo Schack 1995–2005
- Jörn Eckert 1998–2004
- Rudolf Meyer-Pritzl 2005–2024
- Jan Lieder seit 2015
- Dennis Bock 2016–2023
- Saskia Lettmaier seit 2016

- Fiktiv, als literarische Figur einer ersten Frau als OLG-Präsidentin, war Henriette Heinbostel von 1957 bis 1976 am Gericht tätig.

## Bekannte Verfahren
- Urteil vom 8. Juli 1981: Asche-Prozess
- Knick-Ei von Halstenbek
- Urteil vom 8. Dezember 1993: Brandanschlag von Mölln
- Carles Puigdemont[46]